# Villey-le-Sec
Villey-le-Sec é uma comuna francesa na região administrativa de Grande Leste, no departamento de Meurthe-et-Moselle. Estende-se por uma área de 6,4 km². Em 2010 a comuna tinha 418 habitantes (densidade: 65,3 hab./km²).